# FIFA Soccer 95
FIFA Soccer 95 es un videojuego de fútbol desarrollado por el equipo de Extended Play Productions de EA Canada y publicado por Electronic Arts en 1994. Es la segunda entrega de la serie FIFA. Fue lanzado exclusivamente  para Mega Drive .

## Ligas
Por primera vez en la saga, se incluyen ligas de fútbol de distintos países.
| Confederación | Región         | Competición |
| ------------- | -------------- | ----------- |
|               | Alemania       | Bundesliga  |
| España        | LaLiga         |             |
| Francia       | Ligue 1        |             |
| Países Bajos  | Eredivisie     |             |
| Inglaterra    | Premier League |             |
| Italia        | Serie A        |             |
|               | Brasil         | Brasileirao |
|               | Estados Unidos | A-League    |

## Selecciones
Para esta edición, se incorporan las selecciones de Egipto, Finlandia, India, Kenia, Perú, Sudáfrica y Emiratos Árabes Unidos. Aparte de las selecciones de la edición anterior que solo aparecieron en Super Nintendo como Arabia Saudita, Bolivia y Corea del Sur. 
| Confederación                  | Selección                   |
| ------------------------------ | --------------------------- |
|                                | Alemania                    |
| Austria                        |                             |
| Bélgica                        |                             |
| Bulgaria                       |                             |
| Dinamarca                      |                             |
| Escocia                        |                             |
| España                         |                             |
| Finlandia (Nueva)              |                             |
| Francia                        |                             |
| Gales                          |                             |
| Grecia                         |                             |
| Hungría                        |                             |
| Inglaterra                     |                             |
| Irlanda                        |                             |
| Irlanda del Norte              |                             |
| Israel                         |                             |
| Italia                         |                             |
| Luxemburgo                     |                             |
| Noruega                        |                             |
| Países Bajos                   |                             |
| Polonia                        |                             |
| Portugal                       |                             |
| República Checa                |                             |
| Rumanía                        |                             |
| Rusia                          |                             |
| Suecia                         |                             |
| Suiza                          |                             |
| Turquía                        |                             |
| Ucrania                        |                             |
|                                | Argentina                   |
| Bolivia                        |                             |
| Brasil                         |                             |
| Chile                          |                             |
| Colombia                       |                             |
| Perú (Nueva)                   |                             |
| Uruguay                        |                             |
|                                | Canadá                      |
| Estados Unidos                 |                             |
| México                         |                             |
|                                | Argelia                     |
| Camerún                        |                             |
| Costa de Marfil                |                             |
| Egipto (Nueva)                 |                             |
| Kenia (Nueva)                  |                             |
| Marruecos                      |                             |
| Nigeria                        |                             |
| Sudáfrica (Nueva)              |                             |
|                                | Arabia Saudita              |
| Australia                      |                             |
| China                          |                             |
| Corea del Sur                  |                             |
| Emiratos Árabes Unidos (Nueva) |                             |
| Hong Kong                      |                             |
| India (Nueva)                  |                             |
| Irak                           |                             |
| Japón                          |                             |
| Catar                          |                             |
|                                | Nueva Zelanda               |
| Otros                          | Africa All Stars            |
| Otros                          | Asia All Stars              |
| Otros                          | América del Norte All Stars |
| Otros                          | Europa All Stars            |
| Otros                          | Oriente Medio All Stars     |

## Recepción
En su revisión, Mega Machines Sega notó las mejoras introducidas en tres elementos del juego que consideraron puntos débiles del juego anterior: pases, set de piezas y porteros. También los elogios fueron que los desarrolladores habían "mejorado lo que no parecía necesitar mejora". Concluyeron describiéndolo como una "excelente actualización" y el mejor juego de fútbol disponible. GamePro estaba aprobando de manera similar; aunque estaban decepcionados de que hubiera menos gritos y canto que el juego anterior, calificaron a FIFA '95 como "el mejor juego de fútbol hasta ahora". En particular, elogiaron la eliminación del pase de un solo toque, diciendo que esto hace que el juego se juegue de manera más realista, y la retención de la mayoría de los elementos que hicieron que el juego anterior fuera genial.
| Predecesor: FIFA International Soccer | FIFA Fútbol II Entrega | Sucesor: FIFA 96 |